# دهانه کامنسک
دهانه کامنسک (انگلیسی: Kamensk crater) یک دهانه برخوردی در فاصلهٔ ۱۰ تا ۱۵ کیلومتر (۶٫۲ تا ۹٫۳ مایل) جنوب شهر کامنسک-شاختینسکیی در استان روستوف کشور روسیه است. قطر دهانه ۲۵ کیلومتر (۱۶ مایل) و سنش ۴۹ ± ۰٫۲ میلیون سال (دورهٔ ائوسن) است. این دهانه در سطح زمین نمایان نیست و تنها در عکس‌های هوایی قابل تشخیص است.